# 环游黑海历险记
《环游黑海历险记》是法国作家儒勒·凡尔纳的一部长篇小说。该书于1883年由《教育和娱乐杂志》于1月1日至10月15日连载，11月15日由出版家Hetzel集合成册出版。小说描述了黑海沿岸的各种风光，以及中东地区的食物和各种风俗，并且穿插了一些滑稽情节。作者还在同年把它改编为戏剧上演。

## 故事简介
土耳其商人凯拉邦生性固执，要渡过博斯普鲁斯海峡去对岸参加侄子阿赫梅与银行家塞利姆之女阿玛西娅的婚礼。在君士坦丁堡他偶遇了来自荷兰的商人朋友范·密泰恩及其仆人布吕诺。由于当局要对过海的船只征收十个巴拉的税负，凯拉邦拒绝服从，而决定宁可环绕黑海一周去到目的地。他和朋友们出发了，在多瑙河三角洲遭遇了蚊群、野猪的围攻，以及草原气体释放所造成的火焰，不过最终平安度过。中途他们遇见了阿赫梅和阿玛西娅，但凯拉邦坚持要先去自己的别墅，阿赫梅为了加速叔叔的行程加入了队伍。土耳其的萨法尔大人想占有阿玛西娅，派马耳他人亚乌德船长以推销商品为诱饵试图抢走她，却没能成功，最终亚乌德以武力劫持了阿玛西娅和女仆纳吉布。凯拉邦一行驾着马车穿越了陶里斯岛，在波季的火车路口遭遇萨法尔，由于他的阻挠，凯拉邦的马车被火车撞得粉碎。
重新踏上行程后，他们在一个暴风雨的夜晚到一座灯塔小屋中暂避。海上出现了一只遇难的船只，阿赫梅去救人，救起的竟是阿玛西娅和纳吉布。然而亚乌德却逃脱了。他们从阿蒂纳到了特拉布松，在一个旅店中遇到了库尔德大人亚纳尔和他的寡妇妹妹萨拉布尔。萨拉布尔声称有人闯入其房间，由于凯拉邦的自作聪明，凯拉邦、阿赫梅与范·密泰恩竟被误认为闯入者。范·密泰恩为保全大家自愿承担全责，被迫与萨拉布尔订婚。一行人找到向导，日夜兼程奔赴目的地，然而这个向导其实是萨法尔的手下斯卡尔邦特。警觉的阿赫梅觉出不对劲，在夜晚，凯拉邦毙掉了潜入他们所住洞穴的亚乌德，但还是落入萨法尔等人的包围圈。山谷里，两派人马发生激战，萨瓦尔和手下的强盗由于居高临下占了上风，关键时刻塞利姆带着仆从出现了——他之前已接到阿赫梅的密电。终于，凯拉邦手刃了仇人萨瓦尔。一行人赶到了斯居塔里，却被告知结婚登记只能在君士坦丁堡。凯拉邦仍然坚持不交税，结果让一个跨越海峡走钢丝的艺人推着独轮车将他运过海峡，及时参加了婚礼。

## 动画改编
- 《倔强的凯拉班》：1997年中国大陆/德国动画电影，80分钟